# Deutsche Sprintmeisterschaften 2002
Die 6. Deutschen Sprintmeisterschaften im Rudern wurden 2002 auf dem Dutzendteich in Nürnberg ausgetragen und vom Ruderverein Nürnberg von 1880 organisiert.
In diesem Jahr wurden in insgesamt in zehn Bootsklassen Medaillen vergeben, davon sechs bei den Männern und vier bei den Frauen. Der Vierer ohne Steuerfrau fiel in diesem Jahr aus. Die Rennen wurden über eine Distanz von 400 Metern ausgetragen.

## Medaillengewinner

### Männer
| Bootsklasse            | Gold | Silber | Bronze |
| ---------------------- | --- | --- | --- |
| Einer                  | Stephan Volkert (RTHC Bayer Leverkusen) | Steffen Petz (Lingener RG von 1923) | Hendrik Bernau (Gießener RC Hassia) |
| Doppelzweier           | Mainzer RV von 1878 Ingo Euler Bernhard Rühling | Frankfurter RG Germania Wolf Bussian Marc Bussian | Frankfurter RG Germania Bamdad Djouiai Boris Hillen |
| Zweier ohne Steuermann | Würzburger RV Bayern Tobias Müller Jan Plock | ETuF Essen Stephan Mlecko Sven Schultz | RG Treis-Karden 1969 Daniel Stein Ralf Balthasar |
| Doppelvierer           | RG Speyer 1883 Frank Becker Peter Faber Ingo Janz Nils Seibert                                                                                              | Hallesche Rvg. Böllberg-Nelson Steffen Blättermann Andreas Hajek Christian Schreiber Matthias Weiss                                                     | RV Nienburg Sebastian Flögel Patric Mull Sebastian Tatzko Christoph Wesemeier                                                                                           |
| Vierer mit Steuermann  | RG Treis-Karden 1969 Johannes Hermes Wolfgang Walter Marc Rippel Manuel Nollen Thomas Grün (Stm.)                                                           | Bonner RG Sören Dannhauer Michael Keller Bernhard Klöter Hauke Skoda Cornelia Hahn (Stf.)                                                               | ETuF Essen Stephan Mlecko Markus Reckzeh Sven Schultz Sebastian Schulze-Struchtrup Michael Reckzeh (Stm.)                                                               |
| Achter                 | Heidelberger RK 1872 Wolfgang Bubacz Max Burger Sebastian Buss Martin Gutfleisch Burkhard Hahn Jens Klein Jens Verwohlt Hans Winter Katharina Fricke (Stf.) | Frankfurter RG Germania Marc Bussian Wolf Bussian Simon Eckhardt Gregor Hauffe Boris Hillen Oliver Palme Helger Schader Alexandre Spicq Udo Kühn (Stm.) | RG Ghibellinia Waiblingen Markus Baumann Michael Bauner Werner Rentschler Ralf Eifrig Jochen Engelmann Martin Hasenpflug Jürgen Schmid Andreas Schwab Simon Lenz (Stm.) |

### Frauen
| Bootsklasse            | Gold                                                                                   | Silber                                                                                        | Bronze                                                                        |
| ---------------------- | -------------------------------------------------------------------------------------- | --------------------------------------------------------------------------------------------- | ----------------------------------------------------------------------------- |
| Einer                  | Eva Häußler (Regensburger RV von 1898)                                                 | Stefanie Primus (Gießener RG 1877)                                                            | Ruth Bürckstümmer (RV Nürnberg von 1880)                                      |
| Doppelzweier           | Ludwigshafener RV von 1878 Anja Hannöver Sandra Schnitzer                              | RV Kurhessen-Cassel Katja Kraechter Manuela Zander                                            | Rendsburger RV Janet Radünzel Gunda Reimers                                   |
| Zweier ohne Steuerfrau | RC Hansa Dortmund Vanessa Benthaus Wilma Dressel                                       | Gießener RG 1877 Mariska Grüne Nicole Humburg                                                 | Keine weiteren Boote am Start.                                                |
| Doppelvierer           | Ludwigshafener RV von 1878 Anja Hannöver Sandra Schnitzer Evelyn Siegert Karin Stephan | Rudergesellschaft Heidelberg Hannemieke Punt Marion Lantin Ulrike Pagenkopf Ulrike Gutfleisch | Koblenzer RC Rhenania Nora Fuchs Petra Lücke Inga Paelzer Katharina Steinbach |